# Kostenrechnungssystem
Ein Kostenrechnungssystem dient zur Durchführung der Kosten- und Leistungsrechnung in einem Unternehmen. Mit Hilfe eines Kostenrechnungssystems werden die anfallenden Kosten anhand von Regeln erfasst und ausgewertet. Aufgrund der Unterschiedlichkeit der Aufgaben wird zwischen einer Grundrechnung (stetig und zweckneutral) und einer Sonderrechnung (dynamisch und zweckorientiert) unterschieden.
Kostenrechnungssysteme werden hinsichtlich des Zeitbezugs und des Sachumfangs der verrechneten Kosten systematisiert. Eine Kombination beider Dimensionen ist erforderlich, wodurch sechs verschiedene Möglichkeiten entstehen.
Zeitbezug der verrechneten Kosten:
- Istkostenrechnung
- Normalkostenrechnung
- Plankostenrechnung

Sachumfang der verrechneten Kosten:
- Vollkostenrechnung
- Teilkostenrechnung

In der jüngeren Vergangenheit hat die Prozesskostenrechnung die Kostenrechnungsdiskussion und -gestaltung maßgeblich beeinflusst. Die Prozesskostenrechnung ist eine Variante aus bestehenden Systemen und setzt an Praxismängeln der traditionellen Kostenrechnungssysteme, speziell an Mängeln in der Behandlung von Gemeinkosten, an.